# ProudNet
ProudNet是由韩国耐腾信股份有限公司开发的在线游戏网络服务器引擎，可以在在线游戏，手机游戏，网页游戏当中使用。

## 运行平台
ProudNet的基本运行平台是Windows，网络客户端与开发服务器支持Windows XP、Windows Vista、Windows 7、Windows 2000、Windows 2003、Windows 2008和适用于64位元系統的Native Library。

## 特点
- 经检验的性能与稳定性
- 高性能服务器
- 利用多核CPU
- 服务器操作系统为了处理TCP, UDP的数据包会切换成Kernel-User Mode。但是因为切换过程消耗了大量的处理时间从而降低了服务器的性能。ProudNet  内部设计中极大地减少了内核模式与用户模式的切换次数， 增加了可同时登录用户的数量。
- 游戏服务器的逻辑循环时间太长可能会引起客户端连接问题。 这可能是服务器开发人员的失误， 但也有可能是游戏逻辑设计本身的问题。ProudNet 提供了两种不同的线程， 分别处理用户例行程序（user routine)和网络输入输出的例行程序（network  I/O routine)。在开发服务器时如没有发生失误也可以关闭此功能。
- 自由定义线程池 关系
- ProudNet的自适应网络协议（adaptive network protocol) 对处理不同的网络条件和用例持有耐性。
- 尽管ProudNet使用的是低层网络通信协议， 但它采用降低IP数据包报头使用量的技术提高网络流量的处理效率。
- 稳定的 不可靠信息传输协议
- 引擎阶层的服务质量（QoS）技术
- 对网络游戏而言，黑客攻击是一种常见的威胁，因此在很多情况下都需要对信息进行加密。如传输用户账户信息等处理敏感数据时需要进行密钥交换和信息加密过程。
- 强大的P2P通信功能
- 流量控制功能
- 打洞连接维持率高
- 支持P2P通信的可靠、不可靠传输信息
- 打洞与中继的自动转换功能
- PC / 手机 / 浏览器 支持
- 仅一个服务器不够容纳并处理大量的同时登陆用户。因此创建分布式服务器系统是必选项。但是配置一个分布式服务器并不简单，尤其在分布式服务器与客户端维持连接的开发过程中会经常出现失误。

## 使用游戏
- 《Touch Monsters》 (2013, Mobile) - SEED9
- 《Vindictus》 (2009, PC) - Nexon Korea
- 《Ragnarok Online II》 (2011, PC) - GRAVITY
- 《S4 League》 (2009, PC) - GameOn Studios
- 《ghosts 'n goblins online》 (2011, PC) - SEED9
- 《Mini fighter》 (2011, PC) - Marvelquest
- 《Dark Blood》 (2011, PC) - JCR SOFT
- 《MIRROR WAR_Reincarnation of Holiness》 (2010, PC) - 개발:L&K LOGIC KOREA
- 《Bolts and Blip online》 (2010, PC) - APSTUDIO
- 《Warcry》 (2010, PC) - T3ENTERTAINMENT
- 《RUSTY HEARTS》 (2010, PC) - STAIRWAY GAMES
- 《OZFestival》 (2009, PC) - ActozSoft
- 《TOUR GOLF ONLINE》 (2011, PC) - ONNET
- 《FAMILY GOLF》 (2012, PC) - FAMILYGOLF
- 《Hovorun Online 》 (2010, PC) - LOTS ENTERTAINMENT
- 《MERCURY RED》 (2011, PC) - PLUTOGAMES
- 《POWER RANGERS ONLINE》 (2012, PC) - IRONNOS
- 《HEROES IN THE SKY 》 (2009, PC) - GameUs
- 《Seoyugi》 (2010, PC) - NNG Lab
- 《BORN TO FIRE》 (2010, PC) - Funtree
- 《Chagu Chagu》 (2013, PC) - ANI PARK
- 《Talklish》 (2011, PC) - Dreamers Education
- 《TANKACE》 (2011, PC) - ONNET
- 《F.E.A.R. ORIGIN ONLINE》 (2012, PC) - INPLAY INFERACTIVE
- 《2112》 (2012, PC) - Emobi Games
- 《Herowarz》 (2013, PC) - A.STORM
- 《Delphinia Chronicle》 (2013, Mobile) - DigitalFrog
- 《Magic Masters Online》 (2012, Mobile) - Npic Mobile
- 《Touch Fighter》 (2012, Mobile) - Wemade Entertainment
- 《Nexon All-stars》 (2012, Mobile) - Nexon Korea
- 《Reign of Conquerors》 (2013, Mobile) - Minoraxis
- 《Moon Wolf》 (2013, Mobile) - Wemade Entertainment
- 《Akasha》 (2013, Mobile) - KNETP
- 《Shooting King》 (2013, Mobile) - Banana Fish
- 《Dual Masters》 (2013, Mobile) - Zigzagsoft
- 《Metal Breaker》 (2013, Mobile) - Company 100
- 《CocoFamily》 (2013, Mobile) - Pocket Joy
- 《Black Sun》 (2014, Mobile) - Black Pearl Studio
- 《Guardians League》 (2014, Mobile) - Snow Family
- 《Here We Go》 (2014, Mobile) - Ikinagames
- 《Vendetta》 (2014, Mobile) - Pure Games
- 《BOWLING KING》 (2014, Mobile) - Phoenix Games
- 《snowbro for kakao》 (2014, Mobile) - Isac Entertainment
- 《Montowers》 (2014, Mobile) - Buffstone
- 《Sand Storm》 (2014, Mobile) - Howling Soft
- 《WILD BUSTER》 (2012, PC) - Nuri Star Ducks
- 《FOOTBALL LEGEND》 (2013, PC) - NEOVIAN
- 《PlayEng》 (2012, PC) - GamEng
- 《Shura King》 (2014, PC) - SGTY